# Syzygium salomonense
Syzygium salomonense är en myrtenväxtart som först beskrevs av William Botting Hemsley, och fick sitt nu gällande namn av Elmer Drew Merrill och Lily May Perry. Syzygium salomonense ingår i släktet Syzygium och familjen myrtenväxter. Inga underarter finns listade i Catalogue of Life.